# Diego Reggente
Diego Reggente (Fiume, 3 ottobre 1944 – Roma, 28 gennaio 2023) è stato un doppiatore e attore italiano.

## Biografia
Esule fiumano e triestino d'adozione, Reggente iniziò a lavorare come tassista nella città giuliana dove ebbe modo di conoscere Orson Welles; a seguito di tale incontro, decise di iscriversi a una scuola di teatro. Iniziò a recitare in teatro alla fine degli anni sessanta e nel decennio successivo apparve anche al cinema e in televisione, ottenendo però solo ruoli di contorno, mentre ebbe maggiore successo nella prosa radiofonica. Sempre negli anni settanta iniziò a lavorare anche nel doppiaggio. Nel decennio successivo ebbe i primi ruoli rilevanti di doppiatore, come quello di Optimus Prime nella prima parte di Transformers (tornando nello stesso ruolo per il ridoppiaggio di tutta la serie nel 2004), il dottor Saotome in Getta Robot e Getta Robot G, 007 in Cyborg, i nove supermagnifici e K.A.R.R. in Supercar. Successivamente doppiò anche Tom Baker nel ruolo del Quarto Dottore di Doctor Who, Branscombe Richmond in Renegade e William B. Davis nel ruolo dell'uomo che fuma in X-Files e X-Files - Il film, oltre ad Al Pacino, Danny Trejo e Chuck Norris in alcuni film.

## Vita privata
Era padre del doppiatore Emiliano Reggente.

## Doppiaggio

### Cinema
- Al Pacino in People I Know, Rischio a due, 88 minuti, The Humbling
- Danny Trejo in Anchorman - La leggenda di Ron Burgundy, Seven Mummies, Grindhouse - Planet Terror, Death Race 2
- Cedric the Entertainer ne La bottega del barbiere, La bottega del barbiere 2, Arrivano i Johnson
- Chuck Norris in Un eroe per il terrore, Il cane e il poliziotto, L'ultimo guerriero
- Scott Glenn in Pecos Bill - Una leggenda per amico, The Bourne Ultimatum - Il ritorno dello sciacallo
- Keith David in Programmato per uccidere, Homeland Security
- Luis Guzmán in Carlito's Way, Salton Sea - Incubi e menzogne
- Eriq La Salle in One Hour Photo, Biker Boyz
- Ivan Rogers in Rabbia crescente, L'isola dei sopravvissuti
- Dana Andrews nei ridoppiaggi di Fuoco a oriente e Sui marciapiedi
- William B. Davis in X-Files - Il film
- Richard Griffiths in Una pallottola spuntata 2½ - L'odore della paura
- Bob Hoskins in Beyond the Sea
- James Gandolfini in She's So Lovely - Così carina
- Raymond J. Barry in Walk Hard - La storia di Dewey Cox
- Morgan Freeman in The Maiden Heist - Colpo grosso al museo
- Robert Swan in Who's That Girl
- Frank Vincent in Gotti
- Michael Podwal in La prossima vittima
- Paul Winfield in Ultimi bagliori di un crepuscolo
- Chris Cooper in Syriana
- Dabney Coleman in Caccia al tesoro
- Randy Couture ne I mercenari - The Expendables
- Ben Kingsley in Children - Ragazzi
- James Earl Jones in Istinti criminali
- Billy Preston in The Derby Stallion
- Ruben Santiago-Hudson in Selma - La strada per la libertà
- Geoffrey Lewis in Caccia mortale
- Ernie Hudson in Nobel Son - Un colpo da Nobel
- Glynn Turman in Race - Il colore della vittoria
- Jay O. Sanders in Fuori controllo
- Jerry Orbach in Sentinel
- Ken Foree in Come l'acqua per gli elefanti
- William Hill in Gran Torino
- Charles S. Dutton in Minuti contati
- Bill Cobbs in Ed - Un campione per amico
- Robert Carradine in Conto in sospeso
- James Woods in Videodrome
- Ernest Borgnine in L'alba di un vecchio giorno
- Carl Lumbly in Lettere per la libertà
- Michael Jai White ne La spirale della vendetta
- Larry Bishop ne Il tempo dei cani pazzi
- Jude Ciccolella in Americani
- Charles Seixas in Jill Rips - Indagine a luci rosse
- Tom Wright in Chasing Ghosts
- Peter Gerety in 1981: Indagine a New York
- Ted Levine ne L'assassinio di Jesse James per mano del codardo Robert Ford
- José Luis Ferrer in 1492 - La conquista del paradiso
- Colin Salmon in Alien vs. Predator
- Frank Sinatra in U-112 assalto al Queen Mary
- Tony Todd in Sabotage
- Ricky Tomlinson in Codice 51
- Frankie Faison in In viaggio verso il mare
- David Agresta ne I migliori
- Al Harrington ne La leggenda di Zanna Bianca
- Ron Leibman in Senso di colpa
- Rade Šerbedžija in Batman Begins
- Jimmy Yuill in The Raven
- Henry G. Sanders in Rocky Balboa
- Brent Jennings in Inferno a Grand Island
- Robert Symonds ne Il potere magico
- Blu Mankuma in Intensity, Alterazione genetica
- Haskell Anderson in Kickboxer - Il nuovo guerriero
- Steve Tom in Rosewood Lane
- Joe Eszterhas in Hollywood brucia
- Jürgen Prochnow in Elite - Squadra d'assalto
- Antonio Fargas in Whore (puttana)
- François Chau in Tartarughe Ninja II - Il segreto di Ooze
- Gene Canfield in Un uomo, una donna, una pistola
- Christopher Lee in Un banchetto a mezzanotte
- Kenneth McMillan in Amadeus (Director's Cut)
- Oliver Reed ne L'assassino della domenica
- F. Murray Abraham in Magma
- Bill Grimmett in A morte Hollywood!
- Don Keith Opper in Critters 4
- Sakari Kuosmanen ne L'uomo senza passato
- Philippe Leroy ne Il ritorno di Casanova
- François Levantal in Una lunga domenica di passioni
- Enrique Villén in Crimen perfecto - Finché morte non li separi
- Aurélien Recoing in The Horde
- Igor Ovadis in Starbuck - 533 figli e... non saperlo!
- Burghart Klaußner in Requiem
- Hector Herrera in Sul lago Tahoe
- Johann Bednar ne Il rapinatore
- Aleksandar Berček in War Live
- Ge You in Addio mia concubina
- Kesheng Lei ne La storia di Qiu Ju
- Shing Fui-On in The Killer
- Tsunehiko Watase in Antarctica
- Makoto Roppongi in Distruggete Kong! La Terra è in pericolo!
- Emanuele Astengo in Tutta la conoscenza del mondo

#### Film d'animazione
- Giulio Cesare in Asterix contro Cesare e Asterix e la pozione magica
- Boss dei Fuma in Lupin III - La cospirazione dei Fuma
- Agente ATF Flemming in Beavis & Butt-Head alla conquista dell'America
- Drake il doberman in Magic Sport 2 - il film
- Harvey in Planes 2 - Missione antincendio
- Capitano Snooper in Un drago, un orso ed altri animali
- Paragas in Dragon Ball Z: Il Super Saiyan della leggenda
- Amond in Dragon Ball Z: La grande battaglia per il destino del mondo

### Televisione
- Granville Van Dusen in Lasciarsi
- Courtney B. Vance in Un serial killer a New York, Violenza metropolitana
- Tim Thomerson in La rivincita dell'incredibile Hulk
- Philip Granger in Premonition - Minuti contati
- August Schellenberg in Il giuramento di Diane
- Dennis Haysbert in 24, K-9000
- Blu Mankuma in Creatura
- Ferenc Borbizcky in Perlasca - Un eroe italiano
- Steven Vidler in Salem's Lot
- Tom Baker in Doctor Who
- William B. Davis in X-Files
- Eriq La Salle in E.R. - Medici in prima linea
- George Dzundza in Grey's Anatomy
- muMs da Schemer in Oz (st. 1-4)
- Branscombe Richmond in Renegade
- Peter Cullen in Supercar
- Michael Nouri in NCIS - Unità anticrimine
- Clarke Peters in The Wire
- Dennis Farina in Law & Order - I due volti della giustizia
- Germán Kraus in Povera Clara, Veronica, il volto dell'amore
- Jerry Purkheiser in Billions
- Ilia Volok in Power Rangers Wild Force
- William Talman in Perry Mason (ridoppiaggio)
- Richard Benjamin Harrison in Affari di famiglia

#### Serie animate
- Dottor Saotome in Getta Robot e Getta Robot G
- Conan Drill in Le nuove avventure di Lupin III
- Big Stone in Sam il ragazzo del West
- Dr. Spock in Star Trek
- Ishida Gennosuke in Astro Robot contatto Ypsilon
- Commissario Henry in L'ispettore
- Imperatore Kandairk in Ginguiser
- Zorak in Space Ghost e gli Erculoidi
- Padre e Zio Carl Clemen in Julie rosa di bosco
- Goki in Shutendoji
- Zokuten in RG Veda
- Cervantes in Giant Robot - Il giorno in cui la Terra si fermò
- Arkas in La principessa Sissi
- Degwin Zabi in Mobile Suit Gundam (edizione 2004)
- Mimashi in Jeeg Robot - Uomo d'acciaio
- Dottor Daimonji in Gaiking il robot guerriero
- Optimus Prime in Transformers G1 (stagioni 1 e 2, sia edizione 1986 che edizione 2007)
- Gonzu in Battle Angel Alita
- Balrog in Street Fighter II Victory
- Re Jaaku in Pretty Cure
- Ken Goh in Eureka Seven
- Jeffry Mcwild in Virtua Fighter
- 007 Bretagna in Cyborg 009
- Capo in Polizia Dipartimento Favole
- Skorzius in Mostri & pirati
- Alexander Payne in A.T.O.M.: Alpha Teens On Machines
- Generale in Frog
- Stubb in Moby Dick e il segreto di Mu
- Bask Om in Mobile Suit Z Gundam
- Robinson in Dalila & Julius
- Goblin\Norman Osborn in Spider-Man - L'Uomo Ragno
- Rocco ne L'isola di Noè
- Dottor Mamoru Kazuki in Gakeen - Magnetico robot

### Videogiochi
- Aronne in Mosé, il profeta della libertà
- Sceriffo in Cars - Motori ruggenti[3]

## Filmografia
- La polizia ringrazia, regia di Steno (1972)
- Adelchi, regia di Orazio Costa – miniserie TV (1974)[4]
- La parola, il fatto, regia di Giuliana Berlinguer – miniserie TV (1975)[5]
- Gli esami non finiscono mai, regia di Eduardo De Filippo – teleteatro (1976)
- Forza Roma!, regia di Pino Passalacqua – film TV (1976)
- Qui squadra mobile – serie TV, episodio 2x02 (1976)
- Gli uccisori, regia di Fabrizio Taglioni (1977)
- Castigo, regia di Anton Giulio Majano – miniserie TV (1977)
- AD Project, regia di Eros Puglielli – film direct-to-video (2006)
- Il prigioniero, regia di Davide Del Degan – cortometraggio (2008)[6]

## Prosa radiofonica Rai
- Capitan Fracassa, regia di Guglielmo Morandi (1973)[7]
- L'ombra che cammina, regia di Carlo Di Stefano (1973)[8]
- Madre Cabrini, regia di Gennaro Magliulo (1973)[9]
- Guerra e pace, regia di Vittorio Melloni (1974)[10]
- Il signore di Ballantrae, regia di Ernesto Cortese (1974)[11]
- L'ombra che cammina, regia di Carlo Di Stefano (1975)[12]
- L'uomo che non era mai esistito, regia di Pietro Formentini (1975)[13]
- Il naufragio dell'Ercole, regia di Pietro Formentini (1976)[14]
- Nergàl - Ereshkigàl, regia di Giorgio Pressburger (1978)[15]
- Diagramma circolare, regia di Filippo Crivelli (1978)[16]

## Teatro
- Il mutilato, di Ernst Toller, regia di Spiro Dalla Porta Xydias. Compagnia I Nuovi, Palazzo della Questura di Trieste (1971)[17]

## Riconoscimenti
- Leggio d'oro
  - 2015 – Leggio d'oro voce telefilm cult[18]